# Ghiacciaio Denton
Il ghiacciaio Denton è un ghiacciaio lungo circa 5 km situato nella regione centro-occidentale della Dipendenza di Ross, in Antartide. Il ghiacciaio, il cui punto più alto si trova a circa 1400 m s.l.m., si trova in particolare nella zona orientale della dorsale Asgard, dove fluisce verso nord-ovest partendo dal versante nord-occidentale del monte Newall e scorrendo lungo il versante sud-orientale della valle di Wright, senza però arrivare sul fondo della valle ma alimentando, durante il suo scioglimento estivo, il fiume Onyx, situato sul fondo di questa.

## Storia
Il ghiacciaio Denton è stato mappato dalla squadra occidentale della spedizione Terra Nova, condotta dal 1910 al 1913 e comandata dal capitano Robert Falcon Scott, ma è stato così battezzato solo in seguito dal geologo statunitense Robert Nichols in onore di George H. Denton, che fu uno dei suoi assistenti nelle ricerche svolte nella zona, avendo base presso punta Marble, nella stagione 1959-60.